# マーク・クラウス
マーク・S・クラウス（Marc S. Krauss, 1987年10月5日 - ）は、アメリカ合衆国オハイオ州デシュラー出身の元プロ野球選手（一塁手・外野手）。右投左打。

## 経歴

### ダイヤモンドバックス傘下時代
2009年のMLBドラフトでアリゾナ・ダイヤモンドバックスから2巡目（全体64位）指名され、6月15日に契約。この年は傘下のA級サウスベンド・シルバーホークスで32試合に出場し、打率.304・2本塁打・17打点だった。
2010年はA+級バイセイリア・ローハイドで138試合に出場し、打率.302・25本塁打・87打点・1盗塁だった。
2011年はAA級モービル・ベイベアーズで125試合に出場し、打率.242・16本塁打・65打点・3盗塁だった。
2012年はAA級モービルで104試合に出場し、打率.283・15本塁打・61打点・6盗塁だった。

### アストロズ時代
2012年7月29日、クリス・ジョンソンとのトレードでボビー・ボーチェリングと共にヒューストン・アストロズへ移籍。移籍後は傘下のAA級コーパスクリスティ・フックスで7試合に出場し、打率.414・5本塁打・16打点・1盗塁の好成績を記録したため、8月7日にAAA級オクラホマシティ・レッドホークスへ昇格。AAA級オクラホマシティでは22試合に出場し、打率.123・2打点・1盗塁だった。
2013年はAAA級オクラホマシティで開幕を迎え、6月21日にアストロズとメジャー契約を結び、同日のシカゴ・カブス戦でメジャーデビュー。8回表にジョシュ・フィールズの代打として出場したが、三振に終わった。その後は主に外野手や指名打者として出場していたが、J.D.マルティネス、ブランドン・バーンズ、L.J.ホーズ、ロビー・グロスマン、トレバー・クロウなどと外野の層が厚く、定位置を奪取できないまま打率は.169まで落ち込み、8月19日にAAA級オクラホマシティへ降格。9月4日に再昇格した。この年は52試合に出場し、打率.209・4本塁打・13打点・2盗塁だった。
2014年は前年正一塁手としてプレーしていたクリス・カーターが指名打者として主に起用されるようになったため、開幕から主に一塁手として出場。39試合に出場したが、打率は.173と結果を残せず、6月2日にルーキーで一塁手のジョン・シングルトンが大型契約を結んだため、同日にAAA級オクラホマシティへ降格。7月23日に再昇格したが、シングルトンが正一塁手としてプレーしていたため、外野に再転向した。この年は67試合に出場し、打率.194・6本塁打・21打点だった。

### エンゼルス時代
2014年12月8日にウェーバーでロサンゼルス・エンゼルス・オブ・アナハイムへ移籍した。
2015年1月8日にDFAとなり、1月13日にAAA級ソルトレイク・ビーズへ降格した。
シーズン開幕後、5月12日にメジャー昇格した。

### レイズ時代
2015年6月25日にカイル・ウィンクラーとのトレードでタンパベイ・レイズへ移籍した。7月4日にDFAとなった。

### タイガース時代
2015年7月6日、ウェーバーによりデトロイト・タイガースが獲得し、翌7日にメジャー昇格した。26日にマイナー・オプションを行使され、傘下のAAA級トレド・マッドヘンズに降格したが、8月22日に自由契約となった。

## 詳細情報

### 背番号
- 59 (2013年)
- 18 (2014年)
- 39 (2015年 - 同年6月)
- 36 (2015年6月 - 同年7月)
- 57 (2015年7月- 同年途中)